# Gran Premi d'Indianapolis de motociclisme
El Gran Premi d'Indianapolis de motociclisme fou un esdeveniment esportiu que es disputà en 8 ocasions entre el 2008 i el 2015 al Circuit d'Indianapolis, dins del calendari del Campionat del món de motociclisme.
Fou durant uns anys l'únic esdeveniment complet (MotoGP, Moto2 i Moto3) disputat als Estats Units, ja que a l'altre que s'hi celebrava, el Gran Premi dels Estats Units (a Laguna Seca) hi havia només la cursa de MotoGP. A partir del 2013 se celebra el Gran Premi de Texas (al Circuit de les Amèriques, prop d'Austin), que és també complet.
El traçat del Circuit d'Indianapolis per al Gran Premi de motociclisme era similar al que es va fer servir per al Gran Premi dels Estats Units de Fórmula 1 entre 2000 i 2007, però no pas idèntic: s'hi corria en sentit invers al de les busques del rellotge i s'hi havia afegit un nou conjunt de revolts just després de la línia de sortida, dins del revolt Turn 1 de l'oval. Això vol dir que les motos no corrien pels extrems ovals peraltats. La doble forquilla a la recta Hulman es va reemplaçar amb "esses" tradicionals.

## Noms oficials i patrocinadors
- 2008–2015: Red Bull Indianapolis Grand Prix[2]

## Guanyadors múltiples

### Pilots
| # Victòries | Pilot        | Victòries | Victòries        |
| # Victòries | Pilot        | Categoria | Anys             |
| ----------- | ------------ | --------- | ---------------- |
| 5           | Marc Márquez | MotoGP    | 2013, 2014, 2015 |
| 5           | Marc Márquez | Moto2     | 2011, 2012       |
| 3           | Nico Terol   | 125cc     | 2008, 2010, 2011 |
| 2           | Dani Pedrosa | MotoGP    | 2010, 2012       |
| 2           | Àlex Rins    | Moto2     | 2015             |
| 2           | Àlex Rins    | Moto3     | 2013             |

### Constructors
| # Victòries | Constructor | Victòries | Victòries                          |
| # Victòries | Constructor | Categoria | Anys                               |
| ----------- | ----------- | --------- | ---------------------------------- |
| 8           | Honda       | MotoGP    | 2010, 2011, 2012, 2013, 2014, 2015 |
| 8           | Honda       | Moto3     | 2014, 2015                         |
| 4           | Kalex       | Moto2     | 2013, 2014, 2015                   |
| 4           | Kalex       | Moto3     | 2012                               |
| 3           | Aprilia     | 125cc     | 2008, 2010, 2011                   |
| 2           | Yamaha      | MotoGP    | 2008, 2009                         |
| 2           | Suter       | Moto2     | 2011, 2012                         |

## Guanyadors per any
| Any  | Circuit      | Moto3         | Moto3   | Moto2                   | Moto2                   | MotoGP          | MotoGP | Detalls |
| Any  | Circuit      | Pilot         | Moto    | Pilot                   | Moto                    | Pilot           | Moto   | Detalls |
| ---- | ------------ | ------------- | ------- | ----------------------- | ----------------------- | --------------- | ------ | ------- |
| 2015 | Indianapolis | Livio Loi     | Honda   | Àlex Rins               | Kalex                   | Marc Márquez    | Honda  | Detalls |
| 2014 | Indianapolis | Efrén Vázquez | Honda   | Mika Kallio             | Kalex                   | Marc Márquez    | Honda  | Detalls |
| 2013 | Indianapolis | Àlex Rins     | KTM     | Esteve Rabat            | Kalex                   | Marc Márquez    | Honda  | Detalls |
| 2012 | Indianapolis | Lluís Salom   | KTM     | Marc Márquez            | Suter                   | Dani Pedrosa    | Honda  | Detalls |
|      |              | 125 cc        | 125 cc  | Moto2                   | Moto2                   | MotoGP          | MotoGP |         |
| 2011 | Indianapolis | Nico Terol    | Aprilia | Marc Márquez            | Suter                   | Casey Stoner    | Honda  | Detalls |
| 2010 | Indianapolis | Nico Terol    | Aprilia | Toni Elías              | Moriwaki                | Dani Pedrosa    | Honda  | Detalls |
|      |              | 125 cc        | 125 cc  | 250 cc                  | 250 cc                  | MotoGP          | MotoGP |         |
| 2009 | Indianapolis | Pol Espargaró | Derbi   | Marco Simoncelli        | Gilera                  | Jorge Lorenzo   | Yamaha | Detalls |
| 2008 | Indianapolis | Nico Terol    | Aprilia | Sense cursa - Mal temps | Sense cursa - Mal temps | Valentino Rossi | Yamaha | Detalls |